# Le Ministère du temps
Le Ministère du temps (El ministerio del tiempo) est une série télévisée espagnole fantastique et une fiction historique en 42 épisodes de 70 minutes créée par les frères Pablo et Javier Olivares, produite par Onza Partners et Cliffhanger, et diffusée du 24 février 2015 au 23 juin 2020 sur la chaîne espagnole La 1 de TVE.
La série explore le thème du voyage dans le temps. Ses acteurs principaux sont Rodolfo Sancho, Aura Garrido, Nacho Fresneda, Cayetana Guillén Cuervo, Hugo Silva, Juan Gea, Francesca Piñón et Jaime Blanch.
Dans les pays francophones, la série a été doublée et disponible sur Netflix pour une courte période.

## Synopsis
Le Ministère du Temps est une institution gouvernementale secrète qui dépend directement de la Présidence du Gouvernement espagnol. Seuls les monarques, les chefs de gouvernements et un nombre exclusif de personnes connaissent son existence. Le chemin vers d'autres époques se fait à travers des portes surveillées par les patrouilles du ministère. Son objectif : détecter et empêcher n'importe quel intrus du passé d'arriver à notre époque (ou vice versa) afin de changer l'histoire dans leur intérêt. Pour cela, les patrouilles doivent voyager dans le passé et les en empêcher. Les employés du ministère viennent de diverses époques.

## Distribution

### Acteurs principaux
- Rodolfo Sancho (es) (VFB : Christophe Hespel) : Julián Martínez (saisons 1, 2 et 4)
- Aura Garrido : Amelia Folch (saisons 1 à 3, invitée saison 4)
- Nacho Fresneda (es) (VFB : Alexandre Crépet) : Alonso de Entrerríos Fresneda
- Cayetana Guillén Cuervo (VF : Nathalie Bienaimé) : Irene Larra Girón
- Juan Gea (es) (VFB : Robert Dubois) : Ernesto Jiménez / Pedro Fernández de Torquemada
- Francesca Piñón : Angustias Vázquez
- Jaime Blanch (VF : Yann Pichon) : Salvador Martí / Salvador Roa
- Hugo Silva : Jesús Méndez Pontón « Pacino » (saisons 2 à 4)
- Macarena García : Dolores « Lola » Mendieta (Jeune) (saisons 3 et 4)
- Julián Villagrán : Diego Velázquez (principal saison 4, récurrent saisons 1 à 3)
- Manuela Vellés : Carolina Bravo Mendoza (saison 4)

### Acteurs secondaires
- Natalia Millán : Dolores « Lola » Mendieta (récurrente : saisons 1 à 3)
- Susana Córdoba : Elena Castillo/Blanca (récurrente : saisons 1 à 3)
- Ramón Langa : Ambrosio Spínola (invité : saisons 1 et 2)
- Miguel Rellán (VF : Jérôme Keen) : Gil Pérez (invité : saisons 1 et 2)
- Víctor Clavijo : Lope de Vega (invité : saisons 1 à 3)
- Pere Ponce : Miguel de Cervantes (invité : saisons 2 et 3)
- Mar Ulldemolins : Maite (récurrente : saison 1, invitée : saison 2)
- Mar Saura : Susana Torres (invitée : saison 1, récurrente : saison 2)
- Jimmy Shaw : Paul Walcott/Lord Charles York (invité : saison 1, récurrent : saison 2)
- Nieve de Medina : Marisa (invitée : saison 2)
- Belén Fabra : Marta Sañudo / Marta Cascajosa (récurrente : saison 3)
- Luis Iglesia : Bosco de Sobrecasa / Enrique de Sobrecasa (récurrent : saison 3)
- Luisa Gavasa : Lucía Ortiz Mendieta (invitée : saison 3)
- Luna Fulgencio : Julita

version française réalisée par la société de doublage FDR Studio, sous la direction artistique de Christophe Hespel, avec une adaptation des dialogues par Philippe Girard.

## Production
Durant le FesTVal de Murcie, le 24 mars 2015, TVE confirme qu’une seconde saison va être tournée Elle est diffusée à partir du 15 février 2016.
Le 22 septembre 2016, la RTVE annonce sur ses réseaux sociaux et sa page web le tournage d'une troisième saison de treize épisodes. Grâce à un accord avec Netflix son budget sera plus élevé, permettant le tournage de davantage de scènes en extérieur ainsi que diverses améliorations dans la production. En échange, Netflix obtient l'autorisation de distribuer les deux premières saisons à tous ses abonnés dans 190 pays à partir de 2017, et la troisième saison dès sa diffusion par RTVE sur La 1. Le premier épisode de cette troisième saison est retransmis sur La 1 le 1er juin 2017.
Après plus d'une année d'arrêt, RTVE annonce avoir finalement trouvé un accord avec les producteurs. Ainsi, en novembre 2019, une quatrième saison est officiellement commandée, rassemblant toute la distribution d'origine.

## Anecdotes
- El Ministerio del tiempo est une série devenue culte en Espagne si bien que la communauté s'est elle-même surnommée les Ministéricos.
- Michelle Jenner, qui a interprété Isabel de Castille, la reine catholique dans la série Isabel, a accepté de reprendre son rôle le temps d'un épisode. Rodolfo Sancho qui était son partenaire dans Isabel lui fera d'ailleurs un clin d'œil devenu culte[4].
- Durant la seconde saison, les agents du ministère s'intéressent à l'histoire française en consacrant un de leurs épisodes à Napoléon[5].
- Dans la saison 3, Miguel Ángel Muñoz fait une apparition surprise, métamorphosé pour donner vie à Gonzalo Guerrero, soldat espagnol converti à la culture maya et devenu le chef d’une tribu[6].

## Récompenses
- Prix Feroz 2017[7]
  - Meilleure série dramatique
  - Meilleure actrice pour Aura Garrido
  - Meilleur acteur dans un second rôle pour Hugo Silva